# Attilio Giovannini (Fußballspieler)

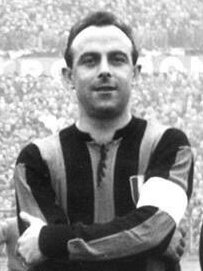
Attilio Giovannini, zwischen 1953 und 1954

Attilio Giovannini (* 30. Juli 1924 in San Michele Extra, Verona; † 18. Februar 2005 in New York) war ein italienischer Fußballspieler. Auf Vereinsebene lange Zeit für Ambrosiana-Inter aktiv, nahm er mit der Nationalmannschaft seines Heimatlandes auch an der Fußball-Weltmeisterschaft 1950 in Brasilien teil.

## Karriere

### Verein
Attilio Giovannini wurde am 30. Juli 1924 in der norditalienischen Großstadt Verona im Stadtteil San Michele Extra geboren. Bei Audace San Michele Extra, einem landesweit ziemlich unbedeutenden Klub aus seinem Heimatviertel, begann er mit dem Fußballspielen. Nach dem Ende des Zweiten Weltkrieges und der damit verbundenen Pause im Spielbetrieb wurde der junge Abwehrspieler 1945 vom FC Bozen aus Südtirol unter Vertrag genommen. Bolzano spielte damals drittklassig, Attilio Giovannini stand zwei Spielzeiten lang für die Norditaliener auf dem Platz. In seiner letzten Spielzeit in Bozen gelang sogar der für den Verein erstmalige Aufstieg in die Serie B.
Nach diesem Aufstieg verließ Attilio Giovannini den FC Bozen und schloss sich zur neuen Saison der US Lucchese Libertas an, wo er ein Jahr lang Fußball spielte. In Lucca erlebte Giovannini zudem seine erste Spielzeit in der Serie A, Italiens höchster Fußballliga. Mit Platz vierzehn wurde der Abstieg um zwei Punkte gegenüber der US Salernitana abgewendet. Attilio Giovannini wusste allerdings zu überzeugen bei Lucchese Libertas und brachte es auf 36 von 40 möglichen Ligaspielen, in denen ihm kein Torerfolg gelang. Im Sommer 1948 wurde der 24-jährige Verteidiger von Ambrosiana-Inter unter Vertrag genommen, wo er die folgenden sechs Jahre seiner fußballerischen Karriere verbringen sollte. Giovannini avancierte bei Ambrosiana-Inter relativ schnell zum Stammspieler und kam in diesen sechs Spielzeiten auf insgesamt 191 Einsätze im Ligabetrieb für seine Mannschaft. Ein Treffer sprang wie im gesamten Verlauf seiner Karriere nicht heraus. Bereits im ersten Jahr bei dem neuen Arbeitgeber wurde Attilio Giovannini in der Serie A 1948/49 Vizemeister hinter dem AC Turin. In den drei Jahren darauf musste man sich dann jedoch Juventus Turin beziehungsweise dem AC Mailand geschlagen geben. Die Serie A 1952/53 wurde dann zur bis dato erfolgreichsten Saison in der Karriere von Attilio Giovannini. Mit einem Vorsprung von zwei Zählern vor Titelverteidiger Juventus Turin sicherte sich das Team von Trainer Alfredo Foni die italienische Fußballmeisterschaft, der erste Titelgewinn für Ambrosiana-Inter nach dem Krieg. Attilio Giovannini war dabei der Kapitän dieses Teams von Ambrosiana-Inter. Und auch im Jahr darauf – Giovannini hatte weiterhin die Kapitänsbinde bei sich – gelang Inter das Erringen der Meisterschaft, diesmal mit einem Vorsprung von einem Punkt vor Juventus. Mit dieser Meisterschaft im Gepäck verabschiedete sich der mittlerweile 30-jährige Attilio Giovannini von Ambrosiana-Inter, das alsbald den heutigen Namen Inter Mailand annehmen sollte. Er wechselte zu Lazio Rom in die italienische Hauptstadt, wo er noch zwei weitere Jahre gegen den Ball trat. In dieser Zeit machte Giovannini noch 45 Spiele in der Serie A, ehe er seine fußballerische Laufbahn im Sommer 1956 mit 32 Jahren beendete.

### Nationalmannschaft
Zwischen 1949 und 1953 brachte es Attilio Giovannini auf insgesamt dreizehn Länderspiele für die italienische Fußballnationalmannschaft. Ein Treffer gelang ihm nicht. Seine Nationalmannschaftskarriere begann am 12. Juni 1949 und damit erst nach dem Flugunfall von Superga, bei dem fast die komplette Mannschaft des AC Turin und aufgrund der damaligen Vorherrschaft des Klubs in Italien auch ein Großteil der Nationalmannschaft ums Leben kam. Giovannini war also einer der Spieler, die die Squadra Azzurra nach der Katastrophe von Superga wieder aufbauten. Von Nationaltrainer Ferruccio Novo wurde er ins Aufgebot der Italiener für die Fußball-Weltmeisterschaft 1950 in Brasilien berufen. Bei dem Turnier kam Giovannini in einem Spiel zum Einsatz. Bei der 2:3-Niederlage des Titelverteidigers im ersten Gruppenspiel gegen Schweden verteidigte Giovannini für sein Heimatland, das zweite Gruppenspiel gegen Paraguay hingegen musste er von der Bank aus verfolgen. Nach diesen beiden Spielen war für das als Mitfavorit gestartete italienische Team schon nach der Vorrunde Schluss bei der ersten Weltmeisterschaft nach dem Zweiten Weltkrieg, auch für Attilio Giovannini endete das Kapitel Fußball-Weltmeisterschaft nach nur einem Match wieder.

## Erfolge
- Italienische Meisterschaft: 2×

1952/53 und 1953/54 mit Ambrosiana-Inter